# Novo coronavírus
|                                     | MERS-CoV         | SARS-CoV      | SARS-CoV-2    |
| ----------------------------------- | ---------------- | ------------- | ------------- |
| Doença                              | MERS             | SARS          | COVID-19      |
| Surtos                              | 2012, 2015, 2018 | 2002–2004     | 2019–presente |
| Epidemiologia                       |                  |               |               |
| Data do primeiro caso identificado  | Junho 2012       | Novembro 2002 | Dezembro 2019 |
| Local do primeiro caso identificado | Jeddah, Arábia   | Shunde, China | Wuhan, China  |
| Média de idades                     | 56               | 44            | 56            |
| Proporção por sexo                  | 3,3:1            | 0,8:1         | 1,6:1         |
| Casos confirmados                   | 2494             | 8096          | 777 593 567   |
| Mortes                              | 858              | 774           | 7 089 976     |
| Taxa de letalidade                  | 37%              | 9,2%          | 0,9%          |
| Sintomas                            |                  |               |               |
| Febre                               | 98%              | 99–100%       | 87,9%         |
| Tosse seca                          | 47%              | 29–75%        | 67,7%         |
| Falta de ar                         | 72%              | 40–42%        | 18,6%         |
| Diarreia                            | 26%              | 20–25%        | 3,7%          |
| Garganta inflamada                  | 21%              | 13–25%        | 13,9%         |
| Ventilação mecânica                 | 24,5%            | 14–20%        | 4,1%          |
| Notas 1. 2.                         |                  |               |               |

Novo coronavírus (nCoV) é um nome provisório dado aos coronavírus de importância médica antes que um nome permanente seja decidido. Embora os coronavírus sejam endêmicos em humanos e as infecções sejam leves, como o resfriado comum (causado por coronavírus humano em ~ 15% dos casos), a transmissão entre espécies produziu algumas cepas virulentas que podem causar pneumonia viral e, em casos graves, até síndrome do desconforto respiratório agudo e morte.

## Espécies
Os seguintes vírus foram inicialmente chamados de "novos coronavírus", antes de serem formalmente nomeados:
- Coronavírus da síndrome respiratória aguda grave 2 (SARS-CoV-2), doença causada COVID-19;[15]
- Coronavírus da síndrome respiratória do Oriente Médio (MERS-CoV), doença causada Síndrome respiratória do Médio Oriente;[16]
- Coronavírus humano HKU1 (HCoV-HKU1), doença causada geralmente não identificada; somente identificado em casos raros.
- Coronavírus da síndrome respiratória aguda grave (SARS-CoV), doença causada Síndrome respiratória aguda grave.

## Etimologia
Os nomes permanentes oficiais para vírus e doenças são determinados pelo Comitê Internacional de Taxonomia de Vírus (ICTV) e pelo CDI da Organização Mundial da Saúde (OMS), respectivamente.